# Bernard Wodecki
Bernard Wodecki SVD (ur. 18 listopada 1922 w Łaziskach, zm. 13 lipca 2008 w Krynicy Górskiej) – polski duchowny rzymskokatolicki, werbista, wykładowca nauk biblijnych w Misyjnym Seminarium Duchowne Księży Werbistów w Pieniężnie, tłumacz ksiąg Biblii poznańskiej.

## Życiorys
Bernard Wodecki urodził się 18 listopada 1922 w Łaziskach w powiecie wodzisławskim. Był dziewiątym dzieckiem i najmłodszym synem z dwanaściorga dzieci (sześć córek i sześciu synów) Franciszka i Wiktorii z d. Koczwara. W 1936 roku, po ukończeniu szkoły podstawowej, rozpoczął naukę w Niższym Seminarium Misjonarzy Werbistów w Rybniku. Nauka została przerwana przez wybuch II wojny światowej. Po zakończeniu wojny w 1946 roku ponownie zgłosił się do werbistów w Chludowie, pierwsze śluby zakonne złożył 8 września 1948 w Pieniężnie. Tam 8 lipca 1951, po ukończeniu studiów teologicznych, przyjął z rąk abpa Walentego Dymka święcenia kapłańskie. Jako neoprezbiter został skierowany do parafii w Pieniężnie, a następnie do Niższego Seminarium w Nysie, gdzie był nauczycielem łaciny. 1 lipca 1952 ówczesne władze zlikwidowały seminarium, a ojciec Bernard został wysłany na studia biblijne na Wydziale Teologicznym Uniwersytetu Jagiellońskiego w Krakowie. Studia ukończył w 1956 roku, uzyskując stopień doktora. (Drugi doktorat z misjologii obronił w 1978 roku na Akademii Teologii Katolickiej w Warszawie.) Od 1956 roku wykładowcą nauk biblijnych w seminarium w Pieniężnie. Funkcję tę pełnił z przerwami do 2003 roku. Prowadził wykłady ze Starego i Nowego Testamentu, archeologii biblijnej, łaciny, języka hebrajskiego. Od 1956 roku był członkiem zespołu tłumaczy Biblii Poznańskiej, jego wkładem były tłumaczenia: Księgi Proroka Izajasza, Księgi Jeremiasza i Księgi Lamentacji, a z Nowego Testamentu - Listu św. Jakuba i Listów św. Piotra. Oprócz seminarium w Pieniężnie prowadził wykłady z zakresu nauk biblijnych i misjologii w wielu innych uczelniach i seminariach, m.in. w: Seminarium Misjonarzy św. Rodziny w Bąblinie, seminariach diecezjalnych w Elblągu i Olsztynie, w Instytucie Kultury Chrześcijańskiej w Olsztynie, Centrum Formacji Misyjnej i ATK w Warszawie, Pomezańskim Kolegium Teologicznym w Elblągu, Kwidzynie i Szczytnie. Uczestniczył w wielu sympozjach naukowych w Polsce i na świecie, wygłaszał referaty w Tel Awiwie, Hajfie, Nazarecie, Jerozolimie. Był zapraszany do ośrodków naukowych z wykładami oraz na kongresy International Organization (IOST), Katholisches Bibelwerk i Colloquia Biblica do Paryża (Sorbona), Bazylei, Le Dorat, Cahors, Wiednia, Bonn, Getyngi, Kopenhagi, Madrytu, Salamanki, Fatimy, Louvain, Oslo, Tromso, Londynu, Liverpoolu, Cambridge, Sheffi elds, Vancouver, Chicago, Irkucka. Brał również systematyczny udział w krajowych sympozjach Biblistów Polskich. 
Oprócz tego był porywającym kaznodzieją, płomiennym polemistą, napisał bądź przetłumaczył wiele artykułów naukowych i popularnonaukowych, a także książek z dziedziny biblistyki, misjologii (głównie dot. Kościoła w Chinach). Zmarł w Krynicy Górskiej 13 lipca 2008. Został pochowany na cmentarzu przyklasztornym w Pieniężnie.